# 차두리
차두리(車杜里, 1980년 7월 25일~)는 대한민국의 전 축구 선수 출신 축구 지도자이다. 현역 시절 포지션은 공격수, 오른쪽 풀백이었으며 현재 K리그2의 화성 FC 감독을 맡고 있다. 과거 축구 선수, 축구 감독, 축구 해설위원으로 활동했던 차범근의 아들이다.

## 개요
아버지 차범근이 독일 분데스리가의 아인트라흐트 프랑크푸르트에서 활약할 당시 서독 프랑크푸르트에서 태어났고, 울산양정초등학교, 배재중학교, 배재고등학교, 고려대학교를 졸업하였다. 지칠 줄 모르는 체력과 빠른 스피드로 인해 독일의 자동차 전용 고속도로인 '아우토반(Autobahn)'이라는 별명이 붙었다. 말을 많이 한다고 하여 '라디오'라는 별명을 얻기도 하였다. 2010년 FIFA 월드컵에서는 '차로봇', '차미네이터' '두리번두리번'이라는 별명으로 아버지 차범근이 해설 중 조종을 하는 카툰으로 월드컵 기간 봉산지성의 박지성, 헤발슛의 이정수와 함께 인상적인 선수였다. 2008년 12월 신철호 임피리얼 팰리스 호텔 회장의 장녀 신혜성과 결혼하였으나 결혼 5년 만에 이혼소송 걸었으나 패소하였다. 아버지 차범근을 통해서 축구를 하게 되었다고 한다.

## 구단 경력

### 독일 진출
2002년 FIFA 월드컵 직후 바이어 04 레버쿠젠과 입단 계약을 맺고, 이적 직후에 아르미니아 빌레펠트로 임대되어 독일 분데스리가 생활과 자신의 성인 축구 경력을 시작하였다. 하지만, 인상적인 모습을 보이지 못하였고, 2002–03 시즌 결과 팀은 16위로 2부 리그로 강등되었다. 2003년 6월 아인트라흐트 프랑크푸르트로 임대되었고, 한 때 독일 분데스리가의 모든 공격수들을 대상으로 한 랭킹에서 17위에 오르는 등 좋은 활약을 펼쳤으나, 2003–04 시즌 결과 팀은 16위로 2부 리그로 강등되었다. 2004년 6월 아인트라흐트 프랑크푸르트로 완전 이적하였고, 2004-05 시즌에는 8골을 터뜨리는 등 좋은 활약을 펼치며 팀의 1부 리그로의 승격에 공헌하였다. 그러나 2005-06 시즌 초반에 저조한 활약을 보여 잠시 오른쪽 풀백으로 출전하기도 하였고, 팀의 DFB-포칼 준우승에 공헌하였다.
2006년 5월 주전 확보를 위해 새로 승격된 1. FSV 마인츠 05로 이적하였고, 포지션을 오른쪽 풀백으로 변경하였다. 시즌 초반에는 주전 풀백이었던 크리스티안 데미르타스가 부상당하여 주전 풀백으로 발돋움하였지만, 이후 팀이 리그 최하위를 면치 못하며 기존 선수들로 안정된 경기운영을 펼칠 수밖에 없었으며, 부상이 겹치는 등의 불운으로 출장기회를 많이 확보하지 못하였고, 2006–07 시즌 결과 팀은 16위로 2부 리그로 강등되었다. 2007년 6월 TuS 코블렌츠로 이적하여, 풀백과 공격수를 병행하며 주전으로 자리잡았고, 소속팀 팬들이 뽑은 2008-09 시즌 전반기 베스트 플레이어 2위에 선정되기도 하는 등 뛰어난 활약을 펼쳤다. 2009년 6월 SC 프라이부르크로 이적하여, 2년 만에 다시 독일 분데스리가 1부에 복귀하여 새로운 출발을 하였다.

### 셀틱 FC

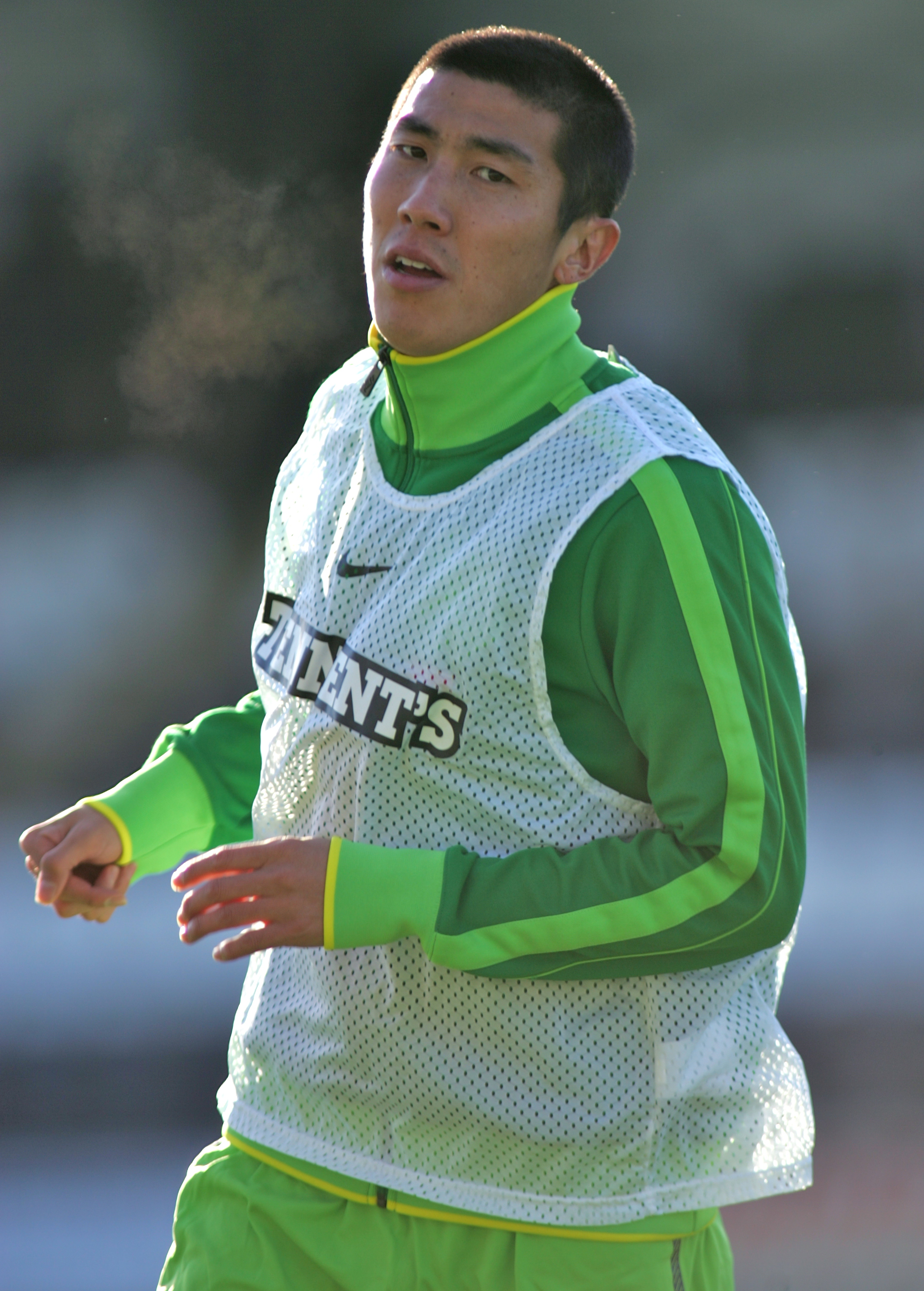
2010년 차두리 셀틱 FC 시절

2010년 FIFA 월드컵에서의 맹활약으로 스코틀랜드 프리미어리그 명문팀 셀틱 FC로 이적했다.
2011년 7월 31일에 차두리는 FC 인테르나치오날레 밀라노와의 경기에서 마르코 파라오니에게 태클을 당해 넘어지자 파라오니에게 주먹을 휘두르는 등 폭력사건을 일으켜 물의를 빚었다.

### 포르투나 뒤셀도르프
2012년 6월 8일 독일 분데스리가 승격팀인 포르투나 뒤셀도르프로 이적이 확정되어 2년 만에 독일로 왔다. 2013년 2월 14일, 그는 뒤셀도르프와 계약을 해지하였다.

### FC 서울
뒤셀도르프와 계약 해지 후 2013년 3월 25일 FC 서울에 공식 입단 발표가 있었다. 4월 14일 수원 삼성 블루윙즈와의 경기에서 K리그 데뷔전을 치렀다. 20일 대구 FC와의 경기에서 후반 37분 몰리나의 골을 어시스트하며 서울 입단 후 첫 공격포인트를 기록했다. 이후 서울에서 주전 선수로 활약했으며 시즌 K리그에서 30경기 3도움을 기록하며 2013년 AFC 챔피언스리그 준우승에 기여했다. 2014시즌에 27경기에 출전했으며 2도움을 기록했으며 FA컵 준우승에 기여하였다. 또한 시즌 종료이후 K리그 베스트 11에 선정되었다. 2015년 7월 11일 포항 스틸러스와의 경기에서 K리그 데뷔골을 기록했다. 이후 9월 19일 수원 삼성 블루윙즈와의 슈퍼매치 경기에서 팀의 3번째 골을 기록하며 시즌 2호골을 넣었다. 2015년 FA컵 결승전에 출전하여 팀의 FA컵 우승에 기여했고 FA컵 결승전 종료 후인 10월 31일에 현역 은퇴를 선언하였다. 11월 4일 수원 삼성 블루윙즈와의 홈경기에서 하프타임에 은퇴식을 진행했다. 시즌 종료 후 시즌 K리그 베스트 11에 선정되었다.

## 국가대표팀 경력
2001년 대한민국 축구 국가대표팀이 고려대학교 축구팀과 연습 경기를 했을 당시 국가 대표 감독인 거스 히딩크의 주목을 받아 국가대표로 발탁되었다. 11월 8일 세네갈과의 친선경기에서 데뷔하여, 2002년 FIFA 월드컵, 2004년 AFC 아시안컵 등에 참가하였다.
2002년 FIFA 월드컵에 최종 엔트리에 포함되었지만 본선 경기에서 주전 멤버로 기용되지는 않았고, 몇몇 경기에 조커로 출전했다. 2006년 FIFA 월드컵에는 당시 소속팀에서 풀백으로 뛰는 포지션의 문제로 딕 아드보카트 감독의 신뢰를 얻지 못하여, 결국 국가대표로 선발되지 못하였다. 이후 핌 베어백 감독 체제에서도 기용되지 못하다가 소속팀인 코블렌츠, 프라이부르크에서의 활약을 바탕으로 2008년부터 새로 대표팀 지휘봉을 잡은 허정무 감독에 의해 2009년 10월 14일 세네갈과의 친선전에 다시 소집되었고, 좋은 기량을 보여주며 남아공 월드컵 참가 가능성을 높였다. 2010년 6월 FIFA 월드컵에서 수비수로서 활약을 했는데 그는 대한민국에서 이른바 '차두리 로봇설'로 인기를 얻게 된다. 2011년 AFC 아시안컵 3위 결전에서 결장한 박지성 대신 임시 주장을 맡았다.
2014년 12월 22일 발표된 2015 AFC 아시안컵 최종 명단에 포함되었으며 대회를 준우승으로 마친 뒤 국가대표팀에서 은퇴하였다. 2015년 3월 31일 뉴질랜드와의 친선 경기에 선발 출전하고 전반전을 마치기 직전 교체되었으며 하프 타임에 아버지의 옛사랑과 함께 공식 은퇴식을 가졌다.

## 지도자 경력
2017년 7월, 대한민국 축구 국가대표팀 코치로 선임되었다.
2019년 12월 5일 FC 서울의 U-18팀인 오산고등학교 축구부의 감독으로 선임되었다.
2022시즌을 앞두고 FC 서울의 유스 강화실장으로 선임되었다.

## 경력 목록

### 클럽
- 2002년 ~ 2004년 바이엘04 레버쿠젠
- 2002년 ~ 2003년 아르미니아 빌레펠트 (임대)
- 2003년 ~ 2004년 아인트라흐트 프랑크푸르트 (임대)
- 2004년 ~ 2006년 아인트라흐트 프랑크푸르트
- 2006년 ~ 2007년 1. FSV 마인츠 05
- 2007년 ~ 2009년 TuS 코블렌츠
- 2009년 ~ 2010년 SC 프라이부르크
- 2010년 ~ 2012년 셀틱 FC
- 2012년 ~ 2013년 포르투나 뒤셀도르프
- 2013년 ~ 2015년 FC 서울

### 국가대표팀
- 2002년 CONCACAF 골드컵 대표
- 2002년 FIFA 월드컵 대표
- 2004년 AFC 아시안컵 대표
- 2010년 FIFA 월드컵 대표
- 2011년 AFC 아시안컵 대표
- 2015년 AFC 아시안컵 대표

### 축구해설가
- 2006년 6월 ~ 7월 MBC 2006년 FIFA 월드컵 축구 해설위원
- 2010년 7월 SBS 2010년 FIFA 월드컵 축구 해설위원 (1경기)
- 2014년 6월 SBS 2014년 FIFA 월드컵 축구 해설위원 (10경기)

### 지도자
- 2016년 10월 ~ 2017년 4월 대한민국 축구 국가대표팀 전력분석관
- 2017년 7월 ~ 2018년 7월 대한민국 축구 국가대표팀 코치
- 2019년 12월 ~ 2021년 12월 FC 서울 U-18 (오산고) 감독
- 2021년 12월 ~ FC 서울 유스 강화실장

## 수상 내역
| 선수 클럽 아인트라흐트 프랑크푸르트 DFB-포칼 ● 준우승 (1) : 2005-06 셀틱 FC 스코틀랜드 프리미어리그 ● 우승 (1) : 2011-12 ● 준우승 (1) : 2010-11 스코티시컵 ● 우승 (1) : 스코티시컵 2010-11 ● 3위 (2) : 스코티시컵 2011-12 스코틀랜드 리그컵 ● 준우승 (1) : 스코틀랜드 리그컵 2011-12 FC 서울 K리그1 ● 3위 (1) : 2014 ● 4위 (2) : 2013 , 2015 FA컵 ● 우승 (1) : 2015 ● 준우승 (1) : 2014 AFC 챔피언스리그 ● 준우승 (1) : 2013 ● 3위 (1) : 2014 대한민국 FIFA 월드컵 ● 4위 (1) : 2002 AFC 아시안컵 ● 준우승 (1) : 2015 ● 3위 (1) : 2011 CONCACAF 골드컵 ● 4위 (1) : 2002 개인 2002년 체육훈장 맹호장 수훈 2002년 자황컵 체육대상 남자 최우수상 수상 2011년 AFC 아시안컵 베스트 11 df 선정 2014년 K리그1 베스트 11 df 선정 2015년 AFC 아시안컵 베스트 11 df 선정 2015년 K리그1 베스트 11 df 선정 | 코치 클럽 대한민국 EAFF E-1 풋볼 챔피언십 ● 우승 (1) : 2017 |

## 그 외
차두리의 아버지는 차범근으로, A매치 132경기에서 59득점을 기록했으며, 독일 분데스리가의 아인트라흐트 프랑크푸르트와 바이어 04 레버쿠젠에서 활약하였다. 2002년 12월 레알 마드리드 CF 창립 100주년을 기념해 열린 '레알 마드리드 CF'와 '세계 올스타'간 경기에 출전하였고, 2005년 2월 FIFA 초청으로 '쓰나미 피해자 돕기 자선 축구 경기 대회' ('안드리 셰우첸코 11 (유럽권 선수들로 구성)'과 '호나우지뉴 11 (비유럽권 선수들로 구성)'간 경기)에 출전하였고, 1골 1도움을 기록하였다.
2005년 12월 이동국과 함께 코카콜라 TV 광고를 찍었는데, 공교롭게도 두 선수 모두 2006년 FIFA 월드컵 무대 입성이 좌절되었고, 이에 축구팬들에 의해 '코카콜라의 저주'라는 신조어가 탄생하기도 하였다.
2006년에 MBC에서 2006년 FIFA 월드컵 경기 해설을 그의 아버지인 차범근과 같이 맡아 축구 해설자로 잠시 활동하였고, 솔직 담백하며 직설적인 해설로 '차두리 어록'이 화제가 되기도 하였다.
2008년 12월, 서울임페리얼 펠리스 호텔회장 신철호의 장녀 신혜성과 결혼하였으며, 자녀로는 2010년에 태어난 딸 차아인과 2011년에 태어난 아들 차아일이 있다. 2010년 12월과 2011년 대웅제약 우루사 광고에 출연했으며 특히 그가 부른 CM송 '간 때문이야'는 중독성 있는 가사 때문에 큰 화제를 모았다. 차두리는 2013년 3월 12일 아내 신혜성을 상대로 이혼조정신청을 냈으나 11월 18일 불성립됐다. 이혼조정신청은 정식 재판을 하지 않고 부부가 합의를 통해 이혼하기 위한 절차로, 조정을 통해 합의가 이뤄지지 않으면 정식 재판이 열린다.
2015년 AFC 아시안컵 8강전 우즈베키스탄전 연장전에서 70미터 드리블에 의한 우측 측면돌파로 손흥민에게 골을 어시스트해 SBS 아나운서 배성재로부터 "왜 저런 선수가 월드컵에서 해설을 했을까요."라는 말을 듣기도 했다.

## 출연 광고
- 1990년 매일유업 바이오거트 (차범근 가족과 함께 출연)
- 1992년 CJ제일제당 울리불리 (모친 오은미,아우 차세찌,누나 차하나, 이경진과 함께 출연)
- 2001년 해태음료 네버스탑
- 2006년 코카콜라 (이동국과 함께 출연)
- 2002년 - 2006년 SK텔링크 00700 (부친 차범근, 부인 오은미, 아우 차세찌와 함께 출연)
- 2006년 아디다스
- 2010년 농심 신라면
- 2010년 서울우유
- 2010년 LG전자 디오스 김치냉장고 (기성용과 함께 출연)
- 2010년 - 2012년 대웅제약 우루사 (차범근, 아우 차세찌와 함께 출연)
- 2015년 KDB대우증권 (부친 차범근과 함께 출연)
- 2015년 코카콜라 (부친 차범근과 함께 출연)
- 2015년 넷마블 다함께 차차차 2 (부친 차범근과 함께 출연)
- 2015년 진골드 골드키위